# باقرآباد (رفسنجان)
باقرآباد (رفسنجان)، روستایی از توابع بخش نوق شهرستان رفسنجان در استان کرمان ایران است.

## جمعیت
این روستا در دهستان بهرمان قرار دارد و براساس سرشماری مرکز آمار ایران در سال ۱۳۸۵، جمعیت آن ۳۸۰ نفر (۱۰۰خانوار) بوده‌است.